# Asparagus
O género Asparagus L. pertence à família Asparagaceae, ordem Asparagales, classe Magnoliopsida. Contém entre 160 a 290 espécies, dependendo das autoridades científicas.
Na classificação taxonômica de Jussieu (1789), Asparagus é um gênero botânico, ordem Asparagi, classe Monocotyledones com estames perigínicos.

## Sinonímia
| - Asparagopsis Kunth - Elachanthera F. Muell. | - Myrsiphyllum Willd. - Protasparagus Oberm. |

## Espécies
- Asparagus acutifolius
- Asparagus africanus
- Asparagus asparagoides
- Asparagus densiflorus
- Asparagus fallax
- Asparagus officinalis, Espargo ou Aspargos - um vegetal bastante apreciado em alguns países da Europa
- Asparagus setaceus, Asparagus - uma planta invasora no Brasil
- Asparagus plumosus
- Lista completa

## Classificação do gênero

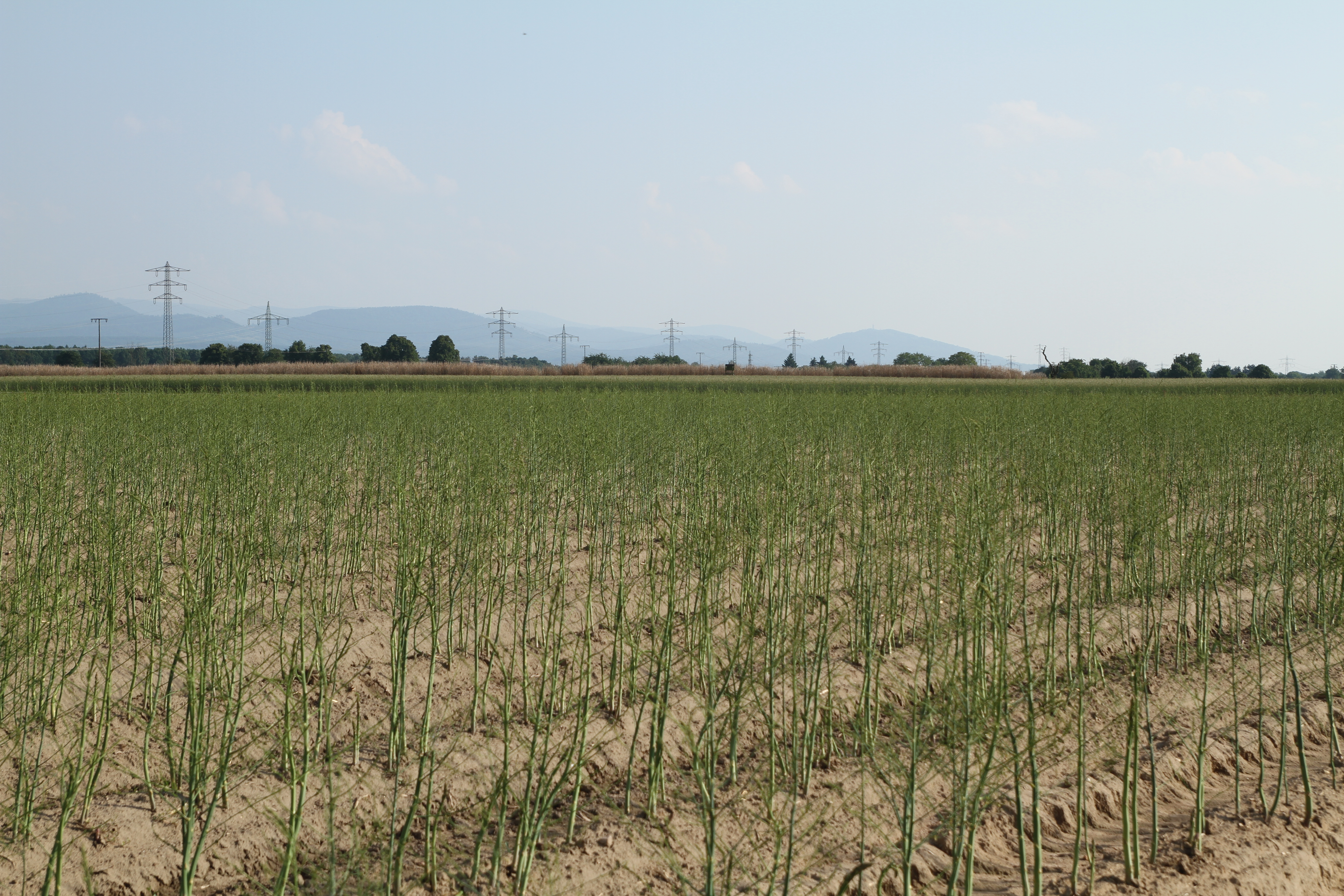
Bietigheim

| Sistema | Classificação                     | Referência               |
| ------- | --------------------------------- | ------------------------ |
| Linné   | Classe Hexandria, ordem Monogynia | Species plantarum (1753) |